# Lise met parasol
Lise met parasol (Frans: Lise: la femme à l'ombrelle) is een schilderij van Pierre-Auguste Renoir. Hij schilderde het op jonge leeftijd in 1867, waarna het in 1868 geaccepteerd werd voor de Parijse salon. Tegenwoordig geldt het werk als een van de eerste hoogtepunten in het oeuvre van de schilder. Het wordt tentoongesteld in het Museum Folkwang in Essen.

## Voorstelling
De vrouw op het schilderij is Lise Tréhot, geliefde en veelvuldig model van Renoir tussen 1865 en 1872. Op een lichte plek in het bos van Fontainebleau, bij Chailly, waar de impressionisten graag schilderden, poseert zij bevallig in een jurk van witte mousseline met doorschijnende mouwen en een elegante parasol. Het werk valt vooral op door de verfijnde weergave van de kleding van Lise. Veel details zijn zorgvuldig geschilderd, zoals de zwarte koordjes in het decolleté en de uiteinde van de mouwen, de rode oorbellen en het lint aan de hoed in dezelfde kleur. Op de boomstam achter het model schilderde Renoir zijn initialen.
Het schilderij trok op de salon van 1868 de aandacht en werd lovend besproken door Zola en Astruc. Zij vergeleken het met Monets Camille, dat twee jaar eerder op de salon te zien was, en Manets Olympia. Kritiek was er ook; Paul Mantz hekelde het levensgrote formaat van het doek, terwijl slechts een triviale wandeling in het bos was afgebeeld. Toen Karl Ernst Osthaus het werk in 1901 voor zijn Museum Folkwang in Hagen kocht, was het een van de eerste werken van Renoir die in een museum terechtkwamen. Osthaus troefde de schilder en verzamelaar Max Liebermann af, die het schilderij ook graag wilde bemachtigen.

## Herkomst
- 1873: Théodore Duret koopt het werk van de schilder voor 1.200 Franse frank.
- 5 juni 1890: verkocht aan de kunsthandelaar Paul Durand-Ruel in Parijs.
- 10 mei 1901: verkocht aan de kunsthandelaar Paul Cassirer in Berlijn
- 23 mei 1901: Karl Ernst Osthaus koopt het schilderij voor het Museum Folkwang in Hagen
- 1922: het werk verhuist met de rest van de collectie uit Hagen naar Essen, waar het museum sinds die tijd ook de naam Museum Folkwang draagt.

## Afbeeldingen

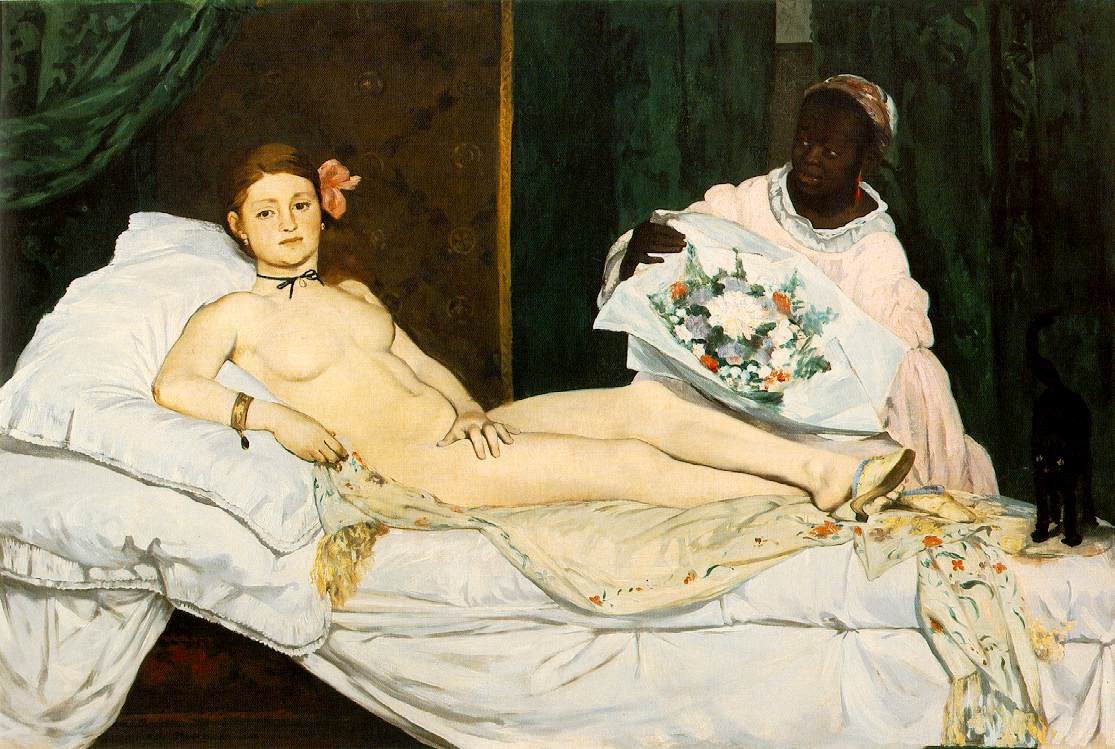
Olympia - Édouard Manet
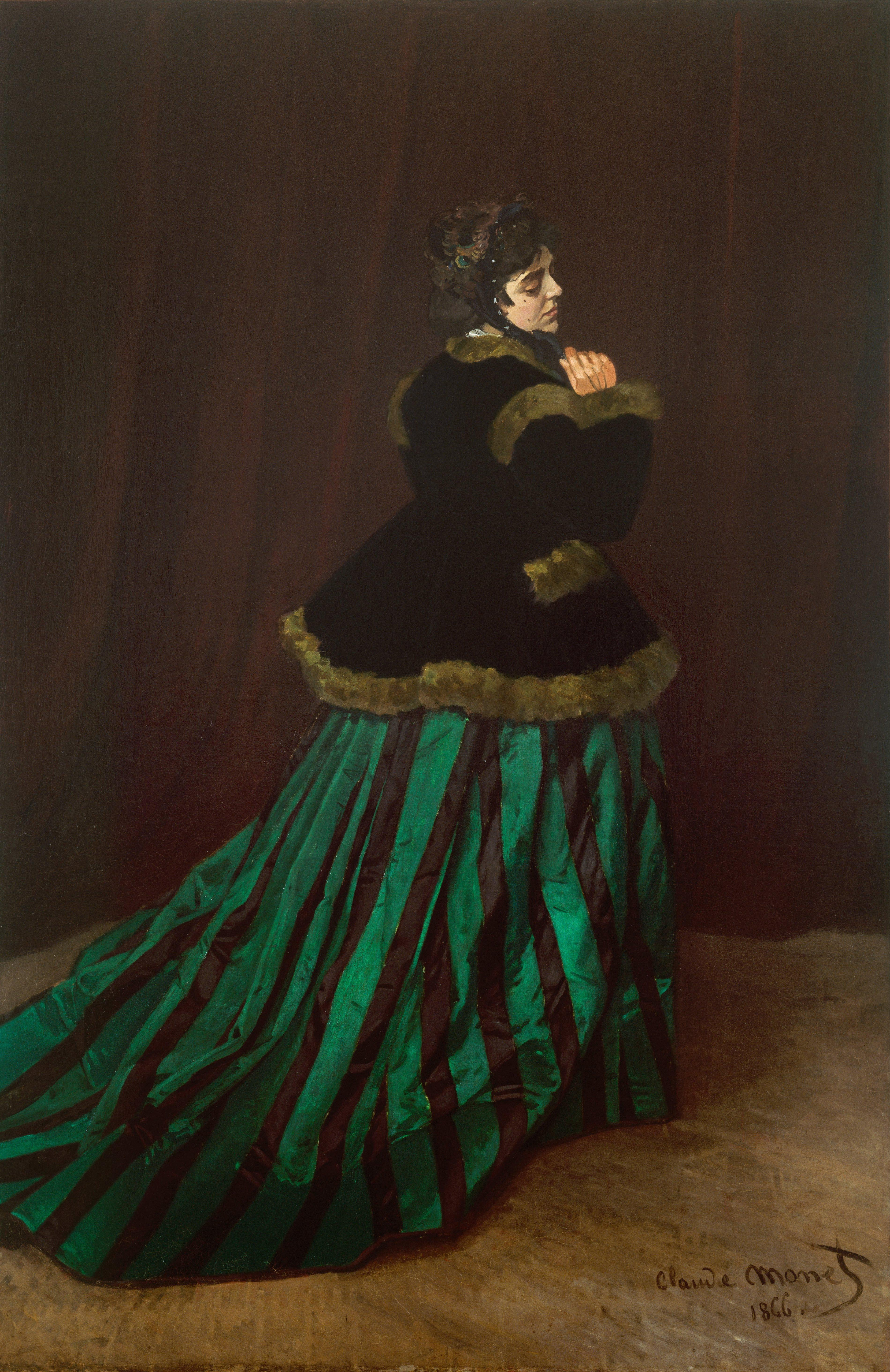
Camille - Claude Monet
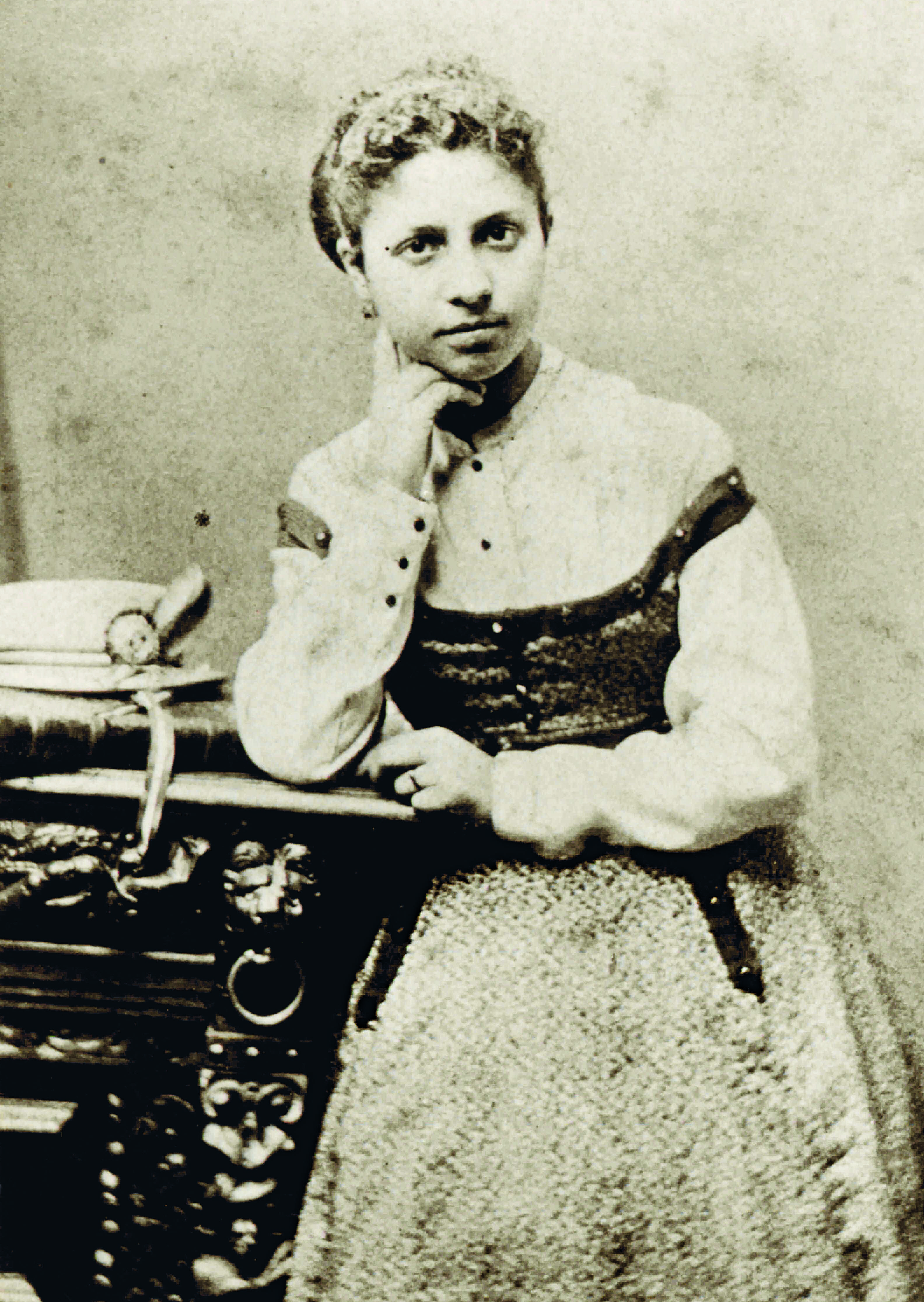
Lise Tréhot, foto uit 1864